# 孔明 (水滸伝)

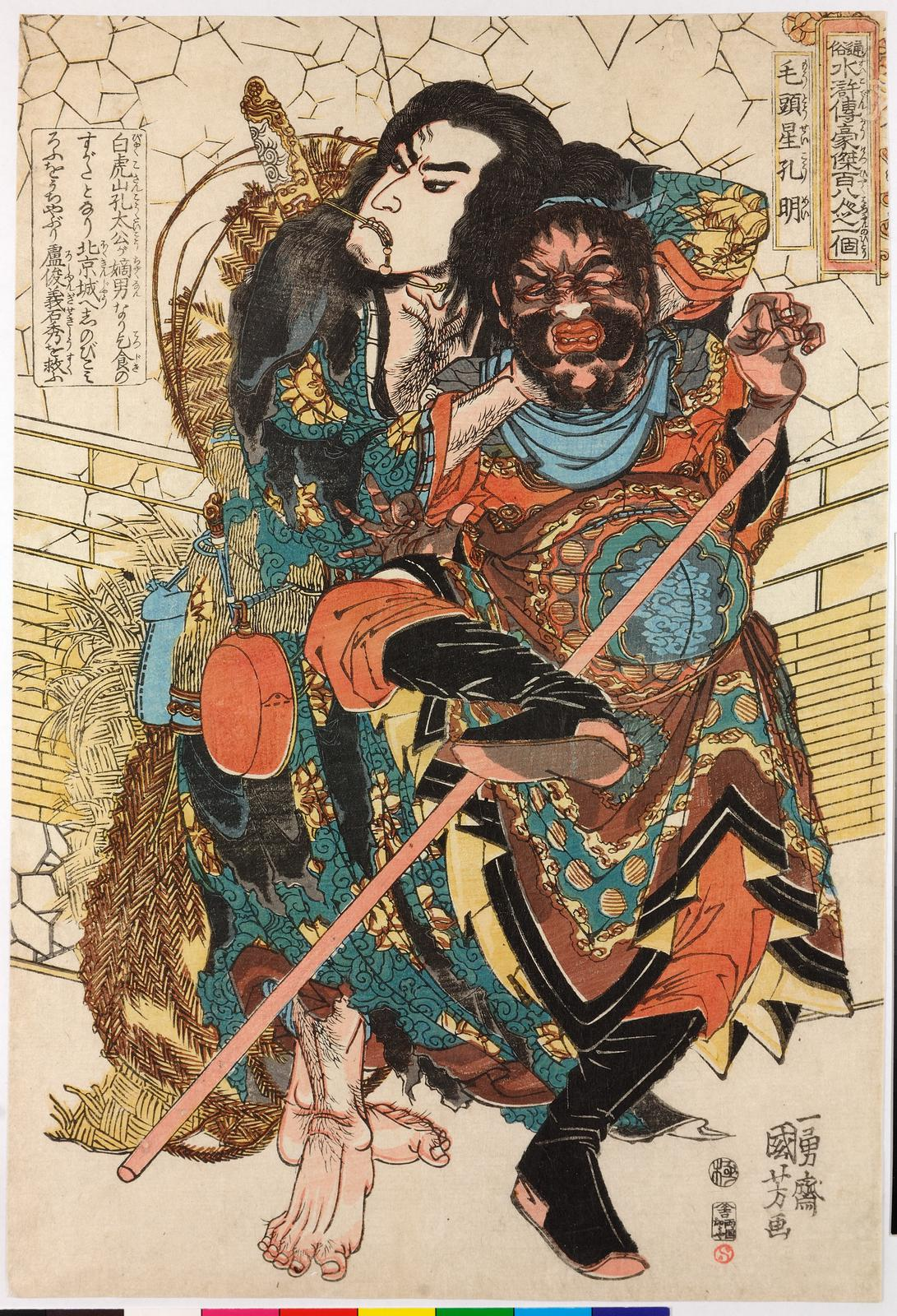
孔明

孔 明（こう めい）は、中国の小説で四大奇書の一つである『水滸伝』の登場人物。

## キャラクター概要
地猖星（または地好星）の生まれ変わりで、梁山泊第六十二位の好漢。渾名は毛頭星（もうとうせい）で、凶星である「昴宿」を意味していることに由来。弟に孔亮がいる。
中国文学者の高島俊男は、書籍『水滸伝人物事典』にて「孔明・孔亮の名前は明らかに諸葛孔明（名は亮）をもじったものだが、この2人は智謀の片鱗も見せないただの田舎者である。何を考えてこういう名前にしたのか」と述べている。

## 物語中での活躍
元は青州の白虎山の麓に住む金持ちの息子であり、喧嘩好きで弟の孔亮ともに手下を引き連れて地元で暴れ回っていた。殺人で逃亡していた宋江を匿い、孔亮とともに彼から棒術を習う。ある日、孔亮が大怪我をして帰ってきて彼から居酒屋で行者風の大男にやられたことを聞く。それを聞き激怒した孔明は、孔亮とともに手下を引き連れてその大男を探しに行った。そして、大男が酔っぱらって河に落ちていたのを発見し、引っ張り上げてそのまま捕らえて自らの屋敷に連行する。しかし、宋江によってその大男は虎を殴り殺した武松であることを知ると、慌てて縄を解いて謝罪し、彼を手厚く持てなした。そして、二竜山に向かう武松と清風鎮へ向かう宋江と別れを惜しみつつ見送った。
その後、父が亡くなって強欲な土地の金持ちと諍いを起こし、弟とともにその金持ちの一家を皆殺しにしてしまったため、やむなく家族と手下を連れて白虎山に立てこもり、山賊業を生業としていく。しかし、数年後、青州城内に住んでいた叔父（孔賓）が山賊の親戚だという理由で青州知事の慕容彦達によって捕らえられたことを知ると、すぐに孔亮とともに叔父を救うべく手下を引き連れて青州城を襲うが、桃花山と二竜山の山賊討伐をしていた呼延灼が知らせを聞いて引き返して来てしまい、呼延灼と戦うが返り討ちに遭い捕らわれてしまう。その後、逃げ帰った孔亮が桃花山と白虎山と協力し、さらに梁山泊も加わって青州城を攻めて呼延灼を捕らえ、秦明が慕容彦達を討ち取って、青州城を陥落させ、叔父とともに助け出されてそのまま孔亮とともに梁山泊に加わる。
入山後は、孔亮とともに中軍を護衛する歩兵軍驍将に任命される。その後も、孔亮とともに行動し、北京攻め、曾頭市攻め、東平府攻めなど多くの戦いに加わる。朝廷招安後も、孔亮とともに行動し、遼国戦や田虎、王慶討伐に参戦するが、方臘討伐で潤州、常州、蘇州攻めに加わるが、杭州で疫病に冒されてしまい戦線離脱し、そのまま回復せず死去した。
| スタブアイコン | サブスタブ | この項目は、まだ閲覧者の調べものの参照としては役立たない、文学に関連した書きかけの項目です。この項目を加筆・訂正などしてくださる協力者を求めています（P:文学、PJ:ライトノベル）。項目が小説家・作家の場合には{Writer-substub}を、文学作品以外の本・雑誌の場合には{Book-substub}を貼り付けてください。 |